# Liste der portugiesischen Botschafter in Vietnam
Die Liste der portugiesischen Botschafter in Vietnam listet die Botschafter der Republik Portugal in Vietnam auf. Die Länder unterhalten seit 1975 erneuerte diplomatische Beziehungen, die auf die erste Ankunft Portugiesischer Entdeckungsreisender im heutigen Vietnam ab 1513 zurückgehen.
Erstmals akkreditierte sich ein portugiesischer Botschafter 1981 persönlich in Vietnam. Eine eigene Botschaft eröffnete Portugal dort nicht, der Portugiesische Vertreter in Thailand ist weiterhin auch für Vietnam zuständig und zweitakkreditiert sich dazu in der vietnamesischen Hauptstadt Hanoi (Stand 2019).
In Hanoi und in Ho-Chi-Minh-Stadt sind Honorarkonsulate Portugals eingerichtet.

## Missionschefs
| Name                                                 | Bild    | Amtszeit | Anmerkungen                                                                  |
| Vietnam                                              | Vietnam | Vietnam  | Vietnam                                                                      |
| ---------------------------------------------------- | ------- | -------- | ---------------------------------------------------------------------------- |
| Joaquim Renato Correia Pinto Soares                  |         | ab 1981  | Botschafter mit Amtssitz Bangkok, am 23. Februar 1981 in Hanoi akkreditiert  |
| José Eduardo de Mello Gouveia                        |         | ab 1982  | Botschafter mit Amtssitz Bangkok, am 12. Mai 1982 in Hanoi akkreditiert      |
| Sebastião Maria de Almeida Santos de Castello Branco |         | ab 1989  | Botschafter mit Amtssitz Bangkok, am 28. März 1989 in Hanoi akkreditiert     |
| Gabriel Maria da Costa Mesquita de Brito             |         | ab 1995  | Botschafter mit Amtssitz Bangkok, am 17. November 1995 in Hanoi akkreditiert |
| José Tadeu da Costa Sousa Soares                     |         | ab 1999  | Botschafter mit Amtssitz Bangkok, am 21. August 1999 in Hanoi akkreditiert   |
| João António da Silveira de Lima Pimentel            |         | ab 2002  | Botschafter mit Amtssitz Bangkok                                             |
| António Félix Machado de Faria e Maya                |         | ab 2006  | Botschafter mit Amtssitz Bangkok                                             |
| Jorge Ryder Torres Pereira                           |         | ab 2010  | Botschafter mit Amtssitz Bangkok                                             |
| Luís Manuel Barreira de Sousa                        |         | ab 2013  | Botschafter mit Amtssitz Bangkok                                             |
| Francisco de Assis Morais e Cunha Vaz Patto          |         | ab 2015  | Botschafter mit Amtssitz Bangkok, am 19. März 2015 in Hanoi akkreditiert     |